# Maso gallicus
Maso gallicus là một loài nhện trong họ Linyphiidae. Chúng được Eugène Simon miêu tả năm 1894.